# Okap w Przerwanym Kominie
Okap w Przerwanym Kominie – jaskinia na Wzgórzu Dumań w Dolinie Kobylańskiej na Wyżynie Krakowsko-Częstochowskiej. Znajduje się w granicach wsi Karniowice w województwie małopolskim, w powiecie krakowskim, w gminie Zabierzów.

## Opis obiektu
Jest to okap i wznosząca się za nim szczelina w południowo-wschodniej ścianie Pochyłej Grani. Prowadzi nim droga wspinaczkowa Przerwany komin (V w skali polskiej).
Obiekt powstał w późnojurajskich wapieniach skalistych. Jest w pełni widny i poddany wpływom środowiska, nie ma namuliska ani nacieków.
Obiekt po raz pierwszy wzmiankowali K. Baran i T. Opozda w przewodniku wspinaczkowym w 1983 r. Jego plan i opis sporządził J. Nowak w maju 2003 r.

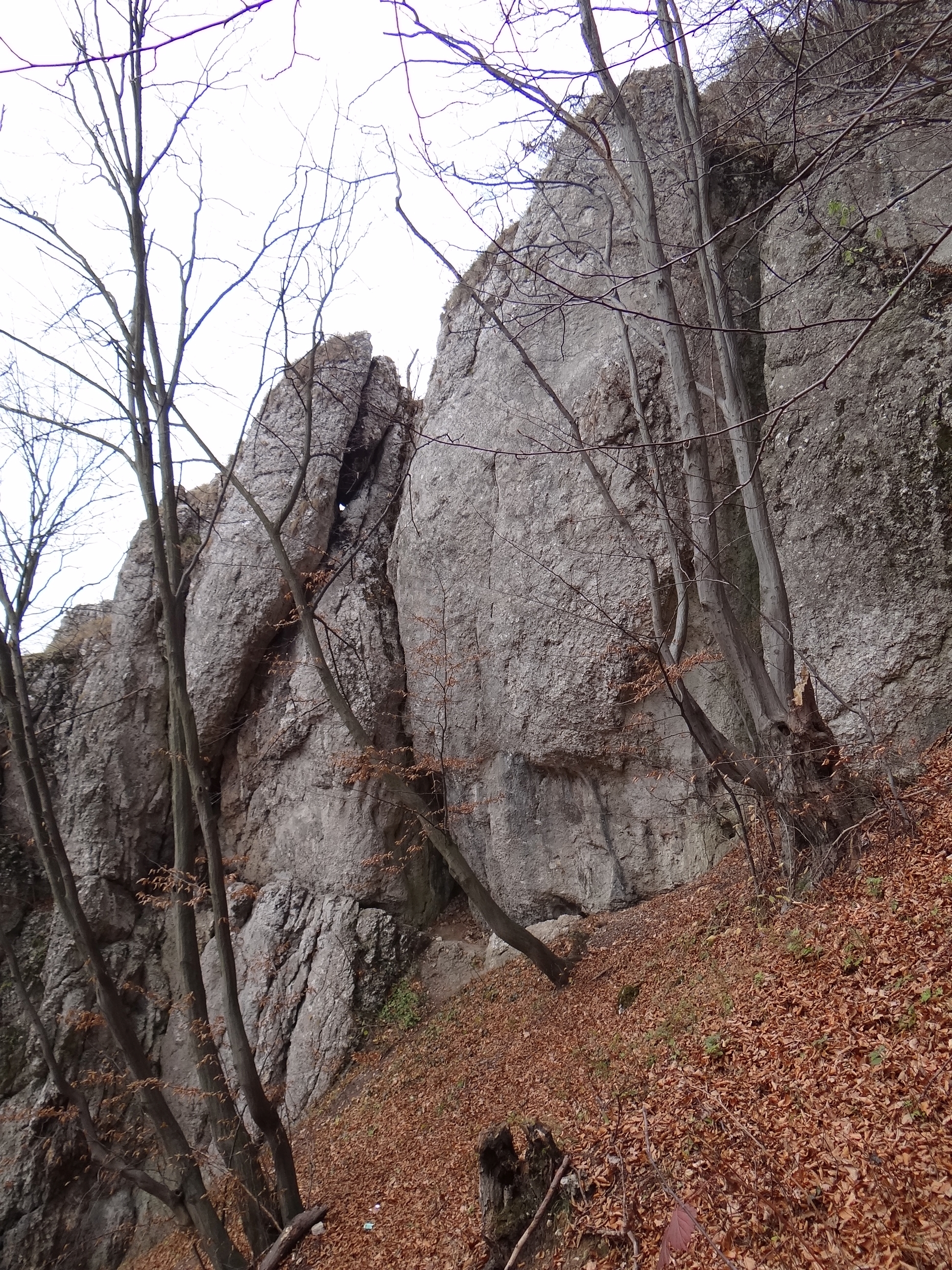
Okap i szczelina na środku między dwoma turniami Pochyłej Grani